# Bihastina
Bihastina is een geslacht van vlinders van de familie spanners (Geometridae), uit de onderfamilie Larentiinae.

## Soorten
- B. albolucens Prout, 1916
- B. argentipuncta Warren, 1906
- B. aurantiaca (Prout, 1926)
- B. eurychora Prout, 1928
- B. euthecta Turner, 1904
- B. papuensis Warren, 1906
- B. subviridata Bethune-Baker, 1915
- B. viridata Warren, 1906